# 春日市立春日東中学校
春日市立春日東中学校(かすがしりつ かすがひがしちゅうがっこう)は福岡県春日市にある、公立の中学校。通称「東中(ひがしちゅう)」。
校訓は「創造・壮健・自尊」。生徒会スローガンは令和元年度に約5年続いた「一流から超一流へ」から「想ｰOMOUｰ」に変わり、「全力で歩み そして 全力で感じる」から「心友〜団結・自信・挑戦〜」へと変わり、その後「fan東〜挑戦・協力・達成感〜」へと変わった。

## 歴史
- 1959年（昭和34年）12月17日に春日東中学校を独立校として、第1期校舎建築を起工し、1960年（昭和35年）4月1日に職員発令。
- 1972年（昭和47年）4月1日には市制施行により春日市立春日東中学校となる。

## 部活動
※2021年度現在

### 運動部
- 野球部
- ソフトボール部
- サッカー部
- 男女テニス部
- 陸上部
- 男女バレー部
- 男女バスケット部
- 男女卓球部
- 剣道部
- 水泳部

### 文化部
- 吹奏楽部
- 茶道部
- ボランティア部
- 美術部
- CSS[注 1]部
- 放送部